# Oznanjenje (Fra Angelico, Prado)
Oznanjenje je delo Fra Giovannija da Fiesoleja, znanega kot Fra Angelico (tempera na lesu, osrednja plošča 154 x 194 cm, 194 x 194 vključno s predelo), ki je ohranjeno v muzeju Prado v Madridu in je bilo naslikano do sredine 1430-ih. Delo je verjetno tretje iz serije treh velikih plošč Oznanjenja, ki jih je Fra Angelico naslikal sredi 15. stoletja; druga dva sta Oznanjenje iz Cortone in Oznanjenje v baziliki San Giovanni Valdarno. Vendar se vsi ne strinjajo in nekateri umetnostni zgodovinarji serijo obrnejo in kot prvo predlagajo tablo iz Prada.

## Zgodovina
Delo je bilo naslikano za samostan San Domenico, kjer je bil tudi sam Angelico brat in je bila ena od treh velikih oltarnih slik, ki je krasila cerkev, z oltarno sliko v Fiesole na glavnem oltarju (najstarejša, 1424 -25 in edina še vedno na mestu) in Kronanje Device iz Louvra (približno 1424-1435).
Do leta 1435, ko je bilo treba končati dela v samostanu, je bilo treba končati tudi oltarno ploščo. Prodana je nato vstopila v kraljeve zbirke španske monarhije in od tu v Prado.

## Opis
Scena je z nekaterimi razlikami sestavljena podobno kot druga dva Oznanjenja. Tako kot v cortonskem je tudi tu naslikana površina razdeljena na tri področja (vrt, angelski lok in deviški lok), toda kot pri Oznanjenju v San Giovanniju je izginjajoča točka namesto v hiši, zunaj, zato gledalčeva pozornost bolj osredotočena na Oznanjenje in zato je Angelico svoje figure precej povečal.
Tako kot pri drugih dveh delih se pogled preseli na cvetlični vrt, ki nakazuje na Marijino devištvo ("hortus conclusus"), poseljeno z množico rastlin in sadik, poslikanih z veliko skrbjo. Med vrstami, povezanimi s simboličnimi vrednotami, prepoznamo palmo, ki spominja na prihodnje Kristusovo mučeništvo in rdeče vrtnice, ki spominjajo na kri Kristusovega pasijona. Prisotnost Adama in Eve poudarja cikel obsojanja človeštva, ki je bil ponovno sestavljen z odrešenjem v Kristusu in je omogočen s sprejetjem Marije.
Žarek božanske svetlobe se spusti iz zgornjega levega kota, ki skozi golobčka Svetega Duha osvetli Devico, ki se pokorno upogne in sprejme svojo dolžnost. Sedi na sedežu, ki je prekrit z bogato krpo, ki služi tudi kot preproga, na kolenih pa ima odprto knjigo, simbol uresničevanja Svetega pisma.
Angel je po postavi in obleki podoben delu svetega Janeza, četudi je njegova postava bolj statična, pregibi obleke pa bolj shematični, morda rezultat čopiča sodelavca.
Prizor se dogaja v renesančnem portiku z lahkimi loki, spretno nagnjenimi v perspektivo, ki spominjajo na Michelozzovo arhitekturo. Za razliko od oltarne slike v Cortoni je svetloba videti enotna in prihaja od leve proti desni za vse elemente.
Celoten učinek ima učinek epidermalnega in dragocenega opisa različnih podrobnosti z uporabo skorajda kristaliziranih svetlih in hladnih barv v mavričnih harmonijah modre in rožnate barve.

## Predela
V predeli je pet prizorov iz Marijinega življenja (Rojstvo in Poroka, Obiskovanje, Poklon Treh kraljev, Predstavitev v templju, Vnebovzetje), v katerih je mojster delal z večjo kompozicijsko svobodo, manj vezan na spoštovanje tradicije ikonografsko v glavni sceni.
Poroka predstavlja ozadje renesančne cerkve s portikom, Obiskovanje pa ložo, spretno nagnjeno. Vendar ta prizor pri ženski, ki se vzpenja po stopnicah, ne doseže živahnega izraza utrujenosti, kot v Oznanjenju v Cortoni. Poklon Treh kraljev je po drugi strani zelo izviren in prikazuje inovativno frontalno ikonografijo, že pred Botticellijevo revolucijo (Poklon Treh kraljev Uffizi, okoli leta 1475), ki jo poudarja drzen perspektivni pogled na ruševine koče. Tu opažamo tudi uporabo izrazite svetlobe Fra Angelica, ki ustvarja prosojno in kristalno razsvetljavo, ki namesto svetilke oblikuje prostornine, krepi harmonijo barv in sodeluje pri poenotenju prizorov.
Naslednji prizor Predstavitve je še bolj inovativen, pri čemer je postavljena v krožni tempelj, za katerega se zdi, da je projiciran kot skozi lečo proti gledalcu, kar izpopolnjuje shemo, ki jo je že predstavil Gentile da Fabriano v Predstavitvi v templju. Vnebovzetje je najbolj tradicionalno prizorišče, čeprav je opazen izum vdolbine med gorami v ozadju, ki ustvarja perspektivni kanal za nebesno cesto, ki jo raztezajo zgornji angeli
Predela Pala dell'Annunciazione del Prado